# Alfredo Augusto Freire de Andrade
Alfredo Augusto Freire de Andrade ComSE • GOSE • GCIC (Figueira da Foz, 19 de dezembro de 1859 — Lisboa, 30 de julho de 1929) foi um general de engenharia do Exército Português, político e administrador colonial. Desempenhou diversas missões nas colónias portuguesas de África, nomeadamente em Moçambique, onde foi governador-geral. Entre outras funções, foi lente da Escola do Exército, Director-Geral das Colónias, secretário-geral do Ministério da Instrução Pública, presidente do Conselho Superior de Instrução Pública e Ministro dos Negócios Estrangeiros. A 28 de Junho de 1919 foi feito Comendador da Antiga, Nobilíssima e Esclarecida Ordem Militar de Sant'Iago da Espada, do Mérito Científico, Literário e Artístico, a 14 de Fevereiro de 1920 foi elevado a Grande-Oficial da mesma Ordem e a 14 de Julho de 1932 foi agraciado com a Grã-Cruz da Ordem do Império Colonial.

## Biografia
Encontra-se colaboração da sua autoria na Gazeta das Colónias (1924-1926).
Foi pai do geólogo e naturalista Carlos Freire de Andrade.